# Fouga CM.88 Gemeaux
O Fouga CM.88 Gemeaux foi uma aeronave experimental francesa, produzida pela fabricante aeronáutica Fouga, nos anos 50. A aeronave era constituída por duas fuselagens unidas por uma única asa.

## Design e Desenvolvimento
Para atender um requisito da Turbomeca para uma aeronave de provas para seus motores, a Fouga combinou duas fuselagens do planador CM.8, usando duas asas externas provindas do planador e uma nova seção central, conectando as asas e as fuselagens. As caudas em V foram juntadas, formando uma configuração de empenagem em W. O tipo foi designado como CM.88R Gemeaux I e teve seu primeiro voo em 6 de março de 1951, sendo propelido por dois turbojatos Turbomeca Piméné, um montado em cada fuselagem. Outras variantes contaram com outros motores produzidos pela Turbomeca.

## Variantes
- Gemeaux I: Configuração original com dois turbojatos Turbomeca Piméné. Primeiro voo em 6 de março de 1951;[3]
- Gemeaux II: Configuração com um turbojato Turbomeca Marboré I. Primeiro voo em 16 de junho de 1951;[5]
- Gemeaux III: Configuração com um turbojato Turbomeca Marboré II. Primeiro voo em 24 de agosto de 1951;[6]
- Gemeaux IV: Configuração com um turbofan engrenado Turbomeca Aspin I. Primeiro voo em 6 de novembro de 1951;[7]
- Gemeaux V: Configuração com um turbofan engrenado Turbomeca Aspin II. Primeiro voo em 21 de junho de 1952;[8]

## Especificações (Gemeaux III)
Dados de: Minijets 

### Características Gerais
- Tripulantes: Um
- Comprimento: 6.66 m (21 ft 10 in);
- Envergadura: 10.76 m (35 ft 4 in);
- Altura: 1.93 m (6 ft 4 in);
- Área Alar: 12.8 m2 (138 sq ft);
- Aerofólio: NACA 23014 (raiz); NACA 23012 (ponta); [9]
- Peso Vazio: 890 kg (1,962 lb);
- Peso Máximo de Decolagem (MTOW): 1,170 kg (2,579 lb);
- Motor: 1x turbojato Turbomeca Marboré II, com 882 lbf (3.92 kN) de empuxo;

### Performance
- Velocidade Máxima: 249 km/h (155 mph, 134 kn);
- Teto de Serviço: 10,000 m (33,000 ft)